# Westhouse
Westhouse (Duits: Westhausen) is een gemeente in het Franse departement Bas-Rhin (regio Grand Est). De plaats maakt deel uit van het arrondissement Sélestat-Erstein. Westhouse telde op 1 januari 2022 1.638 inwoners.

## Geografie
De oppervlakte van Westhouse bedroeg op 1 januari 2022 11,94 vierkante kilometer; de bevolkingsdichtheid was toen 137,2 inwoners per km².

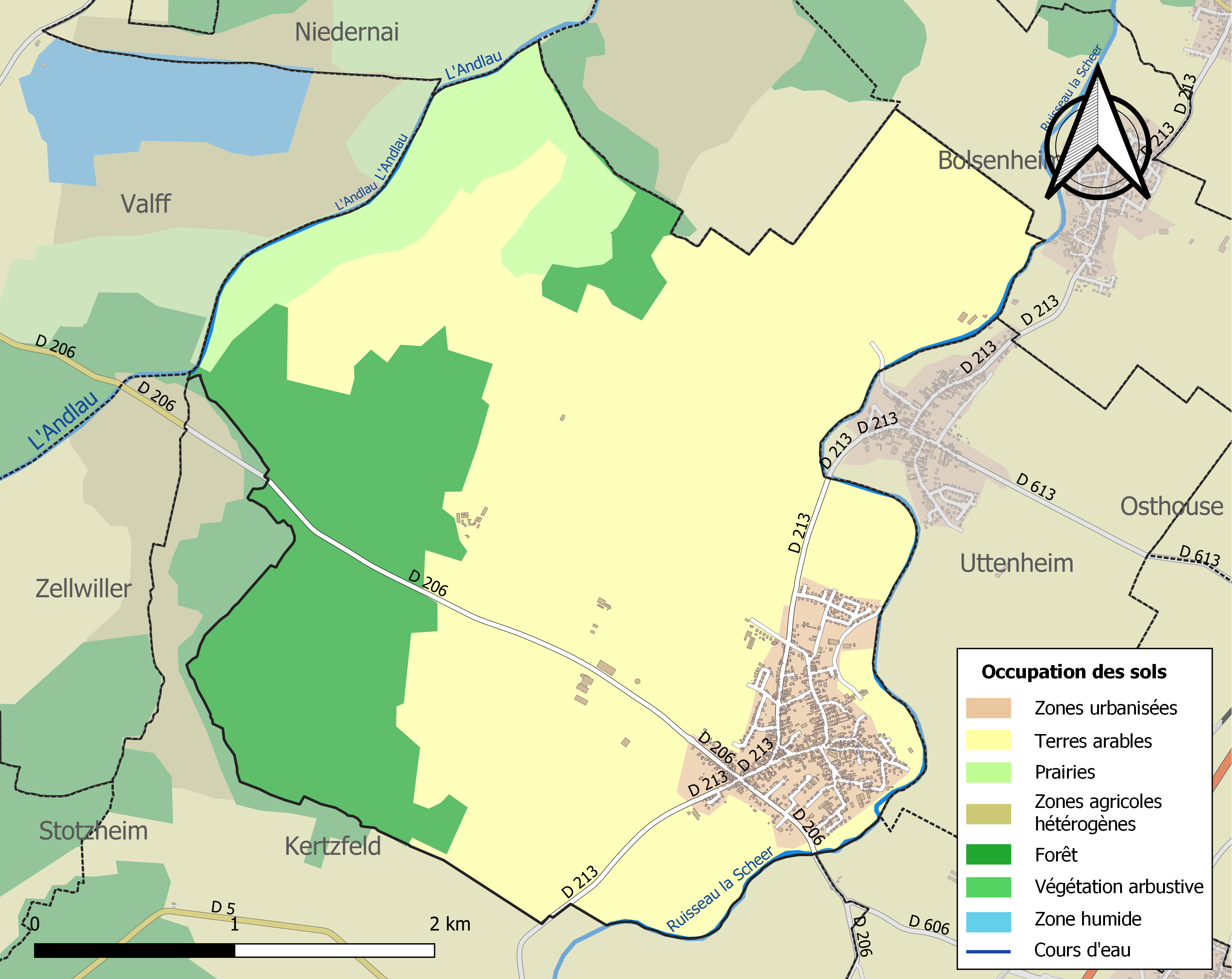
Kaart van de gemeente met de belangrijkste infrastructuur, bodemgebruik en omliggende gemeenten

## Demografie
Onderstaande figuur toont het verloop van het inwonertal (bron: INSEE-tellingen).

Benfeld · Bolsenheim · Boofzheim · Diebolsheim · Daubensand · Erstein · Friesenheim · Gerstheim · Herbsheim · Hindisheim · Hipsheim · Huttenheim · Ichtratzheim · Kertzfeld · Kogenheim · Limersheim · Matzenheim · Nordhouse · Obenheim · Osthouse · Rhinau · Rossfeld · Sand · Schaeffersheim · Sermersheim · Uttenheim · Westhouse · Witternheim